# Attentats contre la Base de l'Union Africaine de 2009 à Mogadicio
Deux attaques à grande échelle contre des soldats de l'AMISOM menées par des kamikazes d'al-Shabaab à Mogadiscio, en Somalie, ont eu lieu en 2009. Au total, 32 personnes, dont 28 soldats de l'AMISOM, ont été tuées et 55 personnes ont été blessées par les deux attentats à la bombe.

## Attaque du 22 février 2009
Le 22 février 2009, a été menée par Al-Shabaab contre la base de la mission de l'Union africaine en Somalie à Mogadiscio. L'attaque, commise par deux kamikazes, l'un dans une voiture et un à pied, a fait 11 morts parmi les soldats burundais et 15 autres sont grièvement blessés. Le kamikaze en voiture était un entrepreneur somalien qui avait un accès facile à la base.

## Attaque du 17 septembre 2009
Le 17 septembre 2009, deux attentats-suicides ont eu lieu à l'aéroport international d'Aden Adde, le siège de l'AMISOM, à Mogadiscio, tuant 17 soldats. Les attaquants ont pu entrer dans la base à l'aide de deux voitures blanches volées de l'ONU et ont frappé une réunion entre les troupes de l'AMISOM et le gouvernement fédéral de transition. Le général de brigade Juvenal Niyoyunguruza du Burundi, chef adjoint de l'AMISOM, a été tué dans l'explosion, tandis que le commandant ougandais de la mission, le général Nathan Mugisha, a été blessé. Parmi les soldats de la paix morts, 12 étaient burundais et cinq ougandais. Quatre civils somaliens sont également morts dans les attaques, qui ont blessé 40 autres personnes.

### Conséquences
Les bombardements par al-Shabaab et par l'AMISOM après l'attentat ont tué 19 civils somaliens.